# Vegas Movie Studio
Vegas Movie Studio (ベガス ムービー スタジオ) とはSony Creative Softwareが開発・販売していたコンシューマー向けのノンリニア動画編集ソフトウェアである。
一般的な動画編集ソフトウェアでは強力なハードウェアを要求する傾向にあるが、比較的低いスペックのハードウェアでも軽快に動作・編集できる点に定評がある。
マルチコアCPU（マルチスレッド処理）への対応のみならず、最新版(ver.12)ではIntel/nVidia/AMD製GPUによる支援も加わった。元々は音楽編集ソフトから発展した事もあり、トラックを基本に編集する直感的で扱いやすいインターフェイスを志向している。
MovieStudioは編集に重点を置いたソフトウェアであり、動画編集後のDVD及びBlu-ray Discの作成には、オーサリングツールに特化したDVD Architect Studioが付属する。プロフェッショナル向けにはVegas Proがある。
2016年5月、Vegas ProやAcid、Sound Forge等のSony Creative Softwareが所有する大半のソフトウェアと共にMAGIX社へ売却された。
ソースネクストが日本国内でのソフトウェアの販売・サポートを行う。

## ラインナップ
Movie Studio Platinum Edition (ムービー スタジオ プラチナ エディション)
HD/SDビデオ編集、及びBlu-ray/DVDオーサリングを行うためのソフトウェア。
Movie Studio Platinum Suite (ムービー スタジオ プラチナ スイート)
上記に加え、音楽編集ソフト「Sound Forge Audio Studio」、ビデオエフェクト「NewBlueFX」などがセット。

## 関連書籍
- 「VEGAS Movie Studio Platinum 14 ビデオ編集入門 」（阿部 信行  (著)、ラトルズ、2017年6月8日）

- 「Movie Studio 15 ビデオ編集入門 」（阿部 信行  (著)、ラトルズ、2018年4月25日）
- 「VEGAS Movie Studio Platinum らくらくビデオ編集入門 」（阿部信行  (著)、ラトルズ 、2020年7月17日）